# Ruch Państw Niezaangażowanych
Ruch Państw Niezaangażowanych (ang. Non-Aligned Movement, NAM) – ruch, który skupia ponad 100 państw nie wiążących się z żadnym z istniejących bloków politycznych. Inicjatywa tego typu ruchu wynika z koncepcji Mahatmy Gandhiego.
W czasie zimnej wojny państwa te szukały pośredniej drogi między blokiem wschodnim a blokiem państw związanych z NATO. Inicjatywę na przełomie lat 40. i 50. zapoczątkował premier Indii, Jawaharlal Nehru. Przekonał on do swojej koncepcji:
- prezydenta Egiptu, Gamala Nasera;
- prezydenta Indonezji Sukarno;
- prezydenta Ghany Kwame Nkrumaha;
- jugosłowiańskiego przywódcę, Josipa Broza Titę.

## Założenia ruchu
Ruch wyrósł z koncepcji politycznej Mahatmy Gandhiego i polityki zagranicznej realizowanej przez jego następcę, Jawaharlala Nehru w latach 40. i 50. Inicjatywy utworzenia Ruchu Państw Niezaangażowanych pojawiła się na konferencjach – państw Azji w Nowym Delhi w 1947 roku oraz konferencji Azji i Afryki w 1949. Twórcy ruchu z koncepcji Gandhiego przejęli postulaty pacyfizmu i oporu przeciwko przemocy. Z filozofii indonezyjskiej przyjęto hasło decydowania demokratycznego polegające na porozumieniu w stosunkach międzynarodowych.
- Wywieranie wpływu na decyzje ONZ,
- utrzymywanie niepodległości państw,
- uchronienie się od satelizacji,
- opór przeciwko przemocy i sile,
- demokratyczne decydowanie (porozumienie w stosunkach międzynarodowych).

## Historia powstania
Niezaangażowanie jest pojęciem przyjętym w stosunkach międzynarodowych, a wywodzi się z początkowego okresu zimnej wojny, kiedy narastała atmosfera wrogości między blokami Wschodu i Zachodu. Grupa państw, głównie tych, które uzyskały niepodległość po drugiej wojnie światowej, głosiła wówczas kardynalną zasadę swojej polityki zagranicznej – nieangażowanie się po stronie jakiegokolwiek bloku. Były to prawie wyłącznie kraje postkolonialne Azji i Afryki, zwane też często państwami Trzeciego Świata, dla odróżnienia od świata kapitalistycznego i komunistycznego. Termin ten jest bardzo nieprecyzyjny, bo z czasem do Trzeciego Świata zaliczano też pozaeuropejskie kraje demokracji ludowej. Poza tym Trzeci Świat rozumiany bywał często jako obszar zacofania gospodarczego i społecznego.
Swój rodowód państwa niezaangażowane wywodzą od konferencji w Bandungu (Indonezja), która obradowała w dniach 18–24 kwietnia 1955 roku. Wzięło w niej udział 29 państw, w tym 23 niepodległe i 6 stojących u progu niepodległości. Jak głosi oficjalna nazwa, była to „Konferencja solidarności krajów Azji i Afryki”. Bandung wiąże się ściśle z wojną w Indochinach, ponieważ narody kontynentu azjatyckiego miały obawy przed dalszą interwencją mocarstw i dlatego uczestnicy konferencji głosili hasło „Azja dla Azjatów”.
Otwierając obrady, prezydent Indonezji Ahmed Sukarno powiedział: „Jest to pierwsza konferencja ludów kolorowych w historii ludzkości”.
W komunikacie końcowym uczestnicy bardzo dobitnie opowiedzieli się za niezwłoczną likwidacją kolonializmu. Ponadto poparli Powszechną Deklarację Praw Człowieka oraz ideę pokojowego współistnienia. Wyrazili też wolę pobudzenia rozwoju gospodarczego krajów Azji i Afryki. Wezwali do współpracy kulturalnej „starych cywilizacji”. Stosunki wzajemne państw reprezentowanych w Bandungu miało wytyczać pięć głównych zasad: nieingerencja w sprawy wewnętrzne, nieagresja, poszanowanie suwerenności, równość, pokojowe współistnienie.
Na zakończenie obrad prezydent Sukarno, pełen nadziei na wzrost znaczenia państw, których większość dziesięć lat wcześniej jeszcze nie istniała, oświadczył: „Ludzie świata, którym brakowało głosu, odzyskali mowę...”. Oprócz gospodarza dużą rolę w konferencji odegrali: premier Indii Jawaharlal Nehru, prezydent Egiptu Gamal Abdel Naser i premier ChRL Zhou Enlai.

### Deklaracja z Bandungu
10 zasad stosunków międzypaństwowych uchwalonych podczas spotkania państw niezaangażowanych w Bandungu:
1. Poszanowanie podstawowych praw człowieka oraz celów i zasad Karty Narodów Zjednoczonych,
2. Poszanowanie suwerenności i integralności wszystkich narodów,
3. Uznanie równości wszystkich ras i wszystkich narodów,
4. Wstrzymanie się od interwencji w sprawy wewnętrzne innego kraju,
5. Poszanowanie prawa każdego kraju do obrony indywidualnej lub zbiorowej zgodnie z Kartą Narodów Zjednoczonych,
6. Wstrzymanie się od wykorzystywania układów o obronie zbiorowej w imię egoistycznych interesów któregoś z wielkich mocarstw oraz wstrzymanie się każdego kraju i wywierania nacisków na inne kraje.
7. Wstrzymanie się od aktów groźby i agresji oraz stosowania siły przeciwko integralności terytorialnej lub niezależności politycznej któregokolwiek kraju.
8. Regulowanie wszystkich międzynarodowych sporów środkami pokojowymi.
9. Rozwijanie wspólnych interesów i współpracy.
10. Poszanowanie sprawiedliwości i zobowiązań międzynarodowych[1].

## Konferencja belgradzka i późniejsze
Po Bandungu współpraca państw Trzeciego Świata poszła różnymi drogami, zwykle ograniczała się do porozumień regionalnych, głównie na płaszczyźnie gospodarczej, ale najistotniejszą kontynuacją było uformowanie się ruchu państw niezaangażowanych. Do inicjatorów zwołania nowej konferencji, wywodzących się z Bandungu, dołączył jeszcze Josip Broz Tito, prezydent Jugosławii. On to głównie podniósł niezaangażowanie do rangi doktryny politycznej. Biorąc pod uwagę skład i cele poprzednich uczestników oraz dzieje polityczne ich państw, może się wydawać nieuzasadnione uczestnictwo Jugosławii w ruchu azjatycko-afrykańskim. Należy jednak pamiętać, że Tito zaimponował światu umiejętnością zachowania neutralności i utrzymania się w dobrej pozycji między blokami w najtrudniejszym okresie zimnowojennym.
Jugosławia odgrywała rolę gospodarza pierwszej konferencji państw niezaangażowanych w Belgradzie w 1961 roku. W przemówieniu inauguracyjnym Tito powiedział, że kraje niezaangażowane nie mogą dłużej występować w roli biernych obserwatorów, powinny zaś aktywnie uczestniczyć w „rozwiązywaniu problemów, które zagrażają przyszłości świata”.
W toku dyskusji dużo miejsca poświęcono sprawie rozbrojenia. Tak więc niezaangażowanie sprowadzało się tylko do nieuczestniczenia w blokach wojskowych, natomiast państwa skupione w ruchu dość mocno angażowały się we wszystkie problemy świata, aby decyzje nie zapadały wyłącznie w gronie mocarstw z pominięciem państw małych i średnich, zwłaszcza kontynentów azjatyckiego i afrykańskiego.
W konferencji belgradzkiej uczestniczyło 25 państw: 12 z Azji, 11 z Afryki, a ponadto Jugosławia i Kuba. O popularności ruchu niezaangażowanych świadczy stały wzrost liczby uczestników następnych konferencji. W 1964 r. w Kairze uczestniczyło już 47 państw: 16 z Azji i 29 z Afryki oraz Kuba i Jugosławia. Do ich grona dołączały w latach sześćdziesiątych głównie państwa afrykańskie, wyzwalane z zależności kolonialnej. Największe wpływy w świecie ugrupowanie osiągnęło u schyłku lat siedemdziesiątych. W 1979 r. w VII Konferencji Krajów Niezaangażowanych w Hawanie wzięły udział 134 państwa. Niezmiennie posługiwano się hasłami walki z kolonializmem, neokolonializmem, współistnienia i rozbrojenia. Na sprawy rozbrojenia ruch niezaangażowanych nie miał znaczącego wpływu, zwłaszcza że niektóre z tych państw o charakterze totalitarnym zbroiły się intensywnie, a nielicznym nawet marzyło się posiadanie broni jądrowej. O postępie rozbrojenia i ograniczeniu zasięgu broni jądrowej decydowały prawie wyłącznie supermocarstwa.
Obradom państw niezaangażowanych nie zawsze towarzyszyła zgoda. Liczni przywódcy państw, wbrew oficjalnie głoszonej zasadzie współistnienia, lansowali hasło bezwzględnej „walki z imperializmem”. Ruch Państw Niezaangażowanych głosił hasła zbieżne z hasłami głoszonymi przez ZSRR (były to tylko hasła), dlatego w praktyce był on często narzędziem polityki sowieckiej, co ułatwiało Moskwie penetrację obszarów Trzeciego Świata. Np. identyczne stanowisko zajmowano w kwestii palestyńskiej. Do grona przywódców ruchu niezaangażowanych dołączyli Fidel Castro, Indira Gandhi i Muammar Kadafi. Wbrew zasadom ruchu wszyscy oni angażowali się po stronie bloku sowieckiego.
Próby integracji politycznej, choćby tylko w skali regionalnej, zupełnie nie powiodły się, natomiast większe efekty przyniosły starania o podniesienie poziomu gospodarczego państw Trzeciego Świata. Pozytywne rezultaty osiągnięto dzięki współpracy z Konferencją Narodów Zjednoczonych do Spraw Handlu i Rozwoju UNCTAD, która jest stałą agendą ONZ. UNCTAD zabiega o uprzywilejowanie celne krajów rozwijających się. W 1968 r. Konferencja zaproponowała, aby na rozwój tych krajów państwa wysoko uprzemysłowione przeznaczały 1% swojego produktu narodowego brutto.
Na III Konferencji UNCTAD w 1972 r. w Santiago z udziałem delegacji 140 państw poddano ostrej krytyce politykę państw wysoko rozwiniętych, jaką prowadzą w dziedzinie światowego handlu i systemu walutowego. Wysunięto postulat stworzenia nowego światowego ładu gospodarczego, który dałby szansę rozwoju krajom Trzeciego Świata. W 1983 r. na konferencji państw zaangażowanych w Nowym Delhi doszło do nieporozumień na tle wojny w Afganistanie i wojny iracko-irańskiej. Wyraźnie ujawnił się kierunek prosowiecki i antysowiecki. Rozbieżne stanowiska utrudniały przyjęcie dokumentów końcowych oraz wyznaczenie miejsca następnej konferencji. Skończyło się na ogólnikowych deklaracjach w sprawie obrony pokoju i potrzebie stworzenia sprawiedliwego ładu gospodarczego na świecie.
Kolejna konferencja odbyła się w 1986 r. w stolicy Zimbabwe – Harare. Doszło tam od początku do wzajemnych ataków między państwami proamerykańskimi jak Egipt, a prosowieckimi (Kuba, Nikaragua). Jedynym wspólnym stanowiskiem było uchwalenie sankcji przeciwko RPA. Najbardziej antyamerykański Muammar Kadafi oświadczył: „RPA jest zgniłą prawą nogą USA, Izrael jest drugą nogą, nie może być dialogu między nami a imperialistycznymi kryminalistami”. W rzeczywistości nawet zgodnie uchwalone sankcje nie miały najmniejszego znaczenia, ponieważ to nie RPA korzystała ze współpracy z państwami afrykańskimi, ale większość państw południowoafrykańskich była zależna gospodarczo od RPA. Tak więc zgoda w tej kwestii była teoretyczna. Niewielu uczestników konferencji zamierzało zastosować się do własnej uchwały.
Po upadku bloku wschodniego i rozpadzie ZSRR w nowej sytuacji politycznej, kiedy przestał istnieć blok komunistyczny i Układ Warszawski, niezaangażowanie straciło rację bytu. Pozostają do rozwiązania trudne problemy gospodarcze, wobec których państwa Afryki i Azji pozostają bezradne, oczekując na gesty dobrej woli ze strony krajów wysoko rozwiniętych. Na konferencji cypryjskiej z 1992 roku kraje ruchu podjęły rozważania nad ewentualnym utworzeniem nowej organizacji państw rozwijających się.